# Israel FC
Israel FCは、イスラエルの総合格闘技イベント。2010年11月9日にテルアビブのノキア・アリーナで旗揚げ大会を開催。レニー・ハートがリングアナウンサーを務めた。7000人の観客を動員したが、イスラエルの宗教上の事情により活動を停止。

## 対戦カード

### アンダーカード
- ライト級 ×ロイ・ペレツ VS ○ファブリシェ・リコンヌー - 三角絞め
- ライト級 ○イド・パリエンテ VS ×ジョシュア・ヒューレット - アームバー
- ライト級 ○ヴィタリ・クルブルスキー VS ×セロブ・ミナシャン - 判定
- ライトヘビー級 ○アレクサンドロ・セコニ VS ×ヴィタリー・シュメトフ - 三角絞め
- キャッチウェイト（176ポンド） ×ショーニー・カーター VS ○ジェレミー・ナフォ - 判定
- ライトヘビー級 ○ダニエル・グレイシー VS ×マーティン・ウォイシク - 裸絞め

### メインカード
- ライトヘビー級 ○ソクジュ VS ×ヴァルダス・ポチェヴィチウス - 判定
- ライト級 ×エルメス・フランカ VS ○モーシェ・カイツ - 判定
- キャッチウェイト（181ポンド） ○フランク・トリッグ VS ×ロイ・ネーマン - KO
- ヘビー級 ○ジェフ・モンソン VS ×セルゲイ・シュメトフ - アームロック
- キャッチウェイト（215ポンド） ○リコ・ロドリゲス VS ×ダニエル・タベラ - 判定